# برك أوكتاي
من مواليد مدينة أنقرة عام 1982. عمل كعارض أزياء بين عامي 2000-2006، وشارك في أكثر من 100 عرض أزياء. انتقل إلى باريس عام 2004، وعمل في عدة مدن عالمية مثل ميلانو، طوكيو، دبي، وموسكو، كما عمل مع ماركات عالمية مثل D&G، Ferre، Gucci، و Prada.
عاد إلى تركيا لكي يكمل دراسته الجامعية وفي عام 2007 شارك في مسلسل «بلوتي الجميلة فديمة»، ثم بين عامي 2008-2009 شاركة في مسلسل «موقف سيارات أكاسيا»، وبين عامي 2012-2009 «الشوارع الخلفية» ثم بين عامي 2012-2013 «لهب لهب» Alev Alev. وفي عام 2013 شارك في مسلسل «ويبقى الأمل» وفي عام 2015 شارك في مسلسل علاقات معقدة وفي 2017 زواج مصلحة الذي لعب دور البطل فيه إلى جانب النجمة الشابة سيرين شيرينجي، وشارك أيضا في مسلسل المحارب بدور كاغان بوزوك

## وصلات خارجية
- برك أوكتاي على موقع IMDb (الإنجليزية)
- برك أوكتاي على موقع قاعدة بيانات الفيلم (الإنجليزية)